# Musée d'art de Poltava
Le Musée d'art de Poltava est une galerie d'art fondé en 1917 sur l'ancienne collection donnée par Nikolaï Iarochenko, qui s'est étendue par les dons de ses amis les Ambulants. Elle est aussi constituée d'un fonds ethnographique.

## Collections

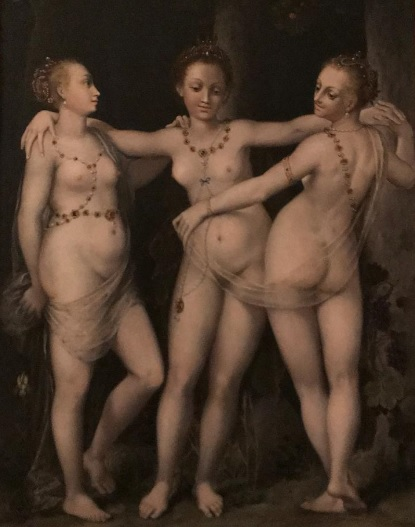
Les Trois Grâces, par Dirk de Quade van Ravesteyn (xviie siècle)
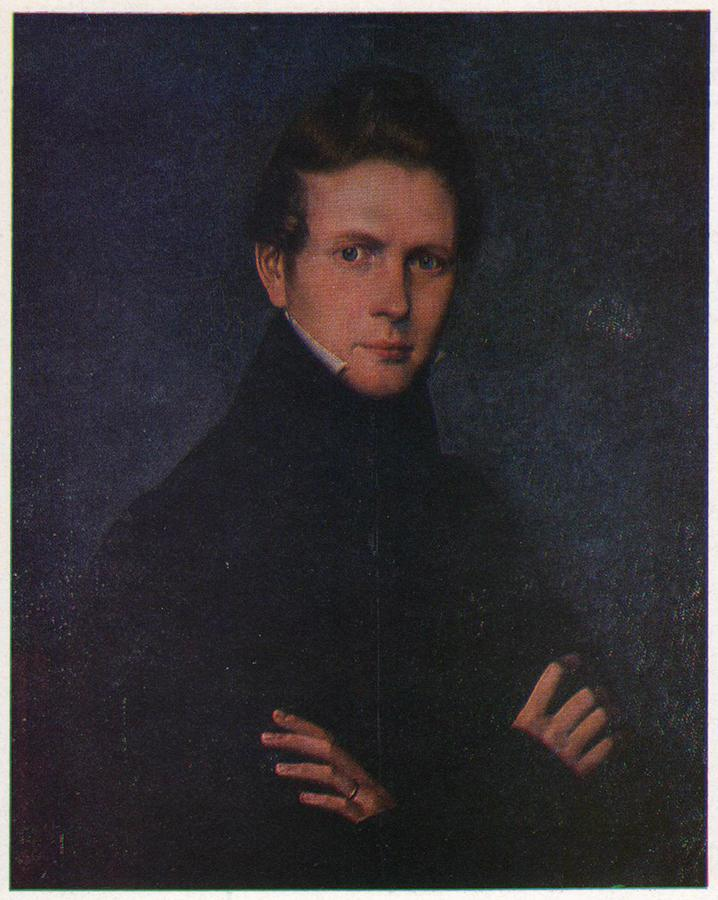
Autoportrait, par Ivan Kondratievitch Zaïtsev (ru) (1835)
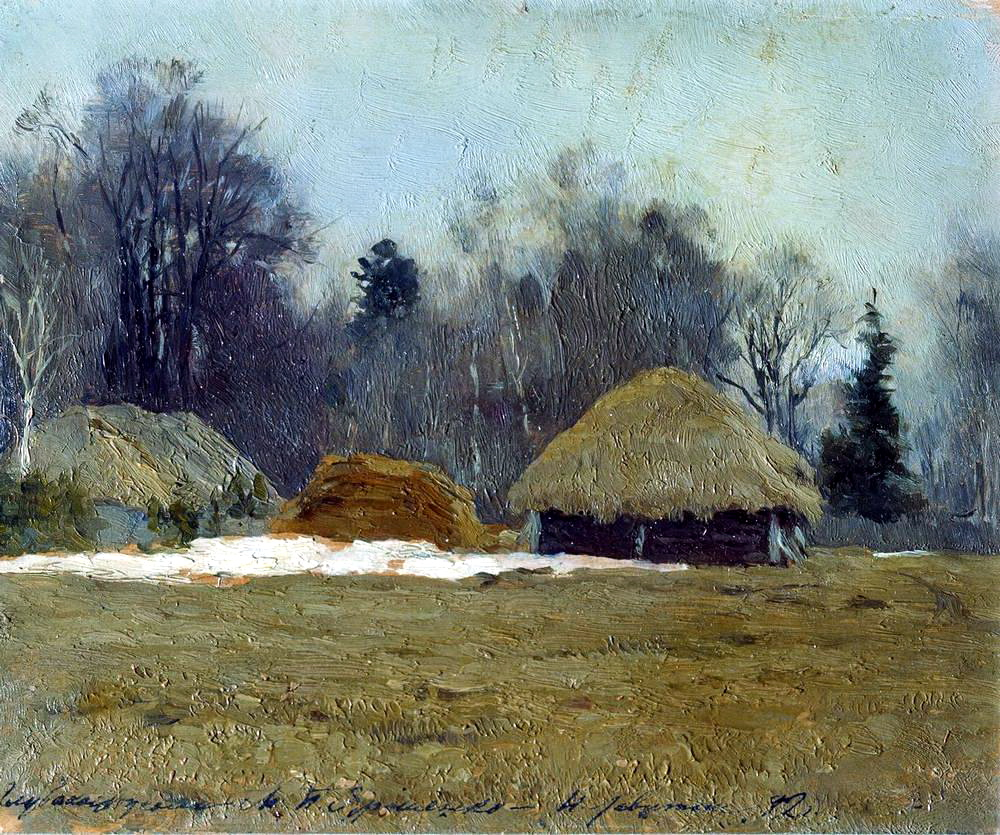
Début du printemps, par Isaac Levitan (1892)